# پونگ روانپزشک چوسان
پونگ روانپزشک چوسان (کره‌ای: 조선 정신과 의사 유세풍) یک مجموعهٔ تلویزیونی کره جنوبی سال ۲۰۲۲ با بازی کیم مین-جه به عنوان شخصیت اصلی در کنار کیم هیانگ-گی و کیم سانگ-کیونگ است. این مجموعه بر پایهٔ رمانی با همین نام است که برندهٔ جایزه برترین رمان در مسابقه داستان کره ۲۰۱۶ شد و داستان یک روانپزشک در دوران پادشاهی چوسان را به تصویر می‌کشد.
فصل اول این مجموعه از ۱ اوت تا ۶ سپتامبر ۲۰۲۲، روزهای دوشنبه و سه‌شنبه ساعت ۲۲:۳۰ (کی‌اس‌تی) از تی‌وی‌ان برای ۱۲ قسمت پخش شد. فصل دوم از ۱۱ ژانویه تا ۹ فوریه ۲۰۲۳، روزهای چهارشنبه و پنجشنبه ساعت ۲۲:۳۰ (کی‌اس‌تی) از تی‌وی‌ان برای ۱۰ قسمت پخش شد.

## بررسی اجمالی
| فصل | قسمت‌ها | قسمت‌ها | تاریخ اصلی روی آنتن رفتن | تاریخ اصلی روی آنتن رفتن | زمان پخش                             | میانگین سهم مخاطب (هزار) |
| فصل | قسمت‌ها | قسمت‌ها | اولین بار                | آخرین بار                | زمان پخش                             | میانگین سهم مخاطب (هزار) |
| --- | ------ | ------ | ------------------------ | ------------------------ | ------------------------------------ | ------------------------ |
| ۱   | ۱۲     | ۱۲     | ۱ اوت ۲۰۲۲               | ۶ سپتامبر ۲۰۲۲           | دوشنبه–سه‌شنبه ساعت ۲۲:۳۰ (کی‌اس‌تی)    | ۱۰۹۰                     |
| ۲   | ۱۰     | ۱۰     | ۱۱ ژانویه ۲۰۲۳           | ۹ فوریه ۲۰۲۳             | چهارشنبه–پنجشنبه ساعت ۲۲:۳۰ (کی‌اس‌تی) | ۵۷۶                      |

## بازیگران

### اصلی
- کیم مین-جه در نقش یو سه پونگ[۱۰]
- کیم هیانگ-گی در نقش سو اون وو[۱۱]
- کیم سانگ-کیونگ در نقش گه جی هان[۱۲]